# Ira! Folk
Ira! Folk é o quarto álbum ao vivo e o quinto DVD da banda de rock brasileira Ira!, lançado em 8 de dezembro de 2017 pelo selo Showtime 19, sendo o primeiro lançamento da banda em 10 anos.
O álbum é o segundo projeto acústico da carreira da banda, o primeiro havia sido o Acústico MTV, lançado em 2004. Algumas músicas do primeiro acústico foram repetidas, como: "Flerte Fatal", "Eu Quero Sempre Mais", "Quinze Anos", "O Girassol", "Tarde Vazia", "Dias de Luta", "Rubro Zorro", "Flores em Você", "Envelheço na Cidade", "Boneca de Cera" e "Núcleo Base", mas que agora ganham novos arranjos.
Foi gravado no Citibank Hall, São Paulo, no dia 11 de março de 2017, e produzido pelo Canal Brasil, que transmitiu o show em sua programação. O show foi lançado em DVD e nos serviços de streaming no dia 8 de dezembro do mesmo ano.

## Faixas
| N.º | Título                                   | Compositor(es) | Duração |  |
| 1.  | "Mudança de Comportamento"               |                | 3:14    |  |
| 2.  | "Flerte Fatal"                           |                | 3:29    |  |
| 3.  | "Eu Quero Sempre Mais"                   |                | 4:27    |  |
| 4.  | "Quinze Anos (Vivendo e Não Aprendendo)" |                | 3:10    |  |
| 5.  | "Receita Para Se Fazer Um Herói"         |                | 4:36    |  |
| 6.  | "Mesmo Distante"                         |                | 4:25    |  |
| 7.  | "O Girassol"                             |                | 4:08    |  |
| 8.  | "Culto De Amor"                          |                | 4:08    |  |
| 9.  | "Tarde Vazia"                            |                | 4:25    |  |
| 10. | "Dias De Luta" (part. Yamandu Costa)     |                | 4:53    |  |
| 11. | "Perigo" (part. Yamandu Costa)           |                | 6:10    |  |
| 12. | "Rubro Zorro"                            |                | 4:36    |  |
| 13. | "Tolices" (part. Fernanda Takai)         |                | 5:41    |  |
| 14. | "Telefone" (part. Fernanda Takai)        |                | 3:35    |  |
| 15. | "Flores em Você"                         |                | 2:19    |  |
| 16. | "Envelheço Na Cidade"                    |                | 3:58    |  |
| 17. | "Boneca de Cera"                         |                | 3:54    |  |
| 18. | "Núcleo Base"                            |                | 5:05    |  |

## Recepção da crítica
Thales de Menezes, do jornal Folha de S.Paulo, disse que: "Ira! Folk, projeto de Edgard Scandurra e Nasi, não é simplesmente uma releitura acústica de sucessos da banda paulistana Ira!. Superando uma experiência nostálgica, desde canções populares para mostrá-las direcionadas a uma nova degustação". Avaliou o disco como "ótimo".